# Brigade suédoise
La Brigade suédoise est la formation militaire envoyée par le Royaume de Suède pour soutenir les Blancs durant la Guerre civile finlandaise.

## Origines
À l'origine de la Brigade suédoise se trouve la constitution spontanée d'un corps franc suédois en janvier 1918 à Stockholm, à partir des membres de l'association Finlands vänner (Les amis de la Finlande), dont le porte-parole se trouvait être un frère du général Mannerheim, et qui bénéficiait du soutien politique et financier des cercles autour de la famille Palme (en). Conformément à ce mot d'ordre : « mettre sur pied une brigade de trois bataillons de volontaires suédois », débuta la constitution de la Brigade suédoise.
Un grand nombre d'officiers d'active, de sous-officiers supérieurs et subalternes se joignirent à l'appel, ce qui fit de la Brigade suédoise, en comparaison notamment de la Garde blanche finlandaise, une unité d'élite. La presse, tant sociale-démocrate que communiste, mena en cela contre les forces étrangères et en particulier contre la Brigade suédoise une agitation assez critique.

## Recrutement
En Finlande, la situation était à l'urgence, et l'association Finlands vänner n'avait que peu de temps pour mobiliser les ressources financières, recruter sa troupe et organiser son équipement et son envoi en renfort. L'association mit sur pied un bataillon de fusiliers, sans encadrement, et l'envoya dès que possible comme troupe de soutien.
Le recrutement de la brigade se poursuivit rapidement. L'organisateur et premier chef de la troupe fut Hjalmar Frisell (en), capitaine de réserve au 5e régiment d'artillerie d'Uppland, assisté par le licencié de philosophie Olof Palme l'ancien (sv). Les tableaux suivants présentent l'origine des volontaires :
| Activité professionnelle d'origine des volontaires | Nombre        |
| -------------------------------------------------- | ------------- |
| Militaire                                          | environ 600   |
| Agriculture, sylviculture                          | 32            |
| Artisanat, industrie                               | 102           |
| Commerce                                           | 193           |
| Service public                                     | 154           |
| Activité inconnue ou imprécise                     | 30            |
| Total                                              | 1 100 environ |

| Origine géographique des volontaires | Pourcents |
| ------------------------------------ | --------- |
| Stockholm ville                      | 37,8      |
| Comté de Stockholm                   | 8,1       |
| Comté d'Uppsala                      | 3,2       |
| Comté de Södermanland                | 2,8       |
| Comté d'Östergötland                 | 4,8       |
| Comté de Jönköping                   | 1,9       |
| Comté de Kronoberg                   | 1,2       |
| Comté de Kalmar                      | 1,0       |
| Comté de Gotland                     | 1,1       |
| Comté de Blekinge                    | 0,9       |
| Comté de Kristianstad                | 1,0       |
| Comté de Malmö                       | 3,9       |
| Comté de Halland                     | 0,8       |
| Comté de Göteborg et Bohus           | 2,5       |
| Comté d'Älvsborg                     | 2,8       |
| Comté de Skaraborg                   | 1,7       |
| Comté de Värmland                    | 1,8       |
| Comté d'Örebro                       | 0,9       |
| Comté de Västmanland                 | 1,0       |
| Comté de Kopparberg                  | 1,6       |
| Comté de Gävleborg                   | 4,7       |
| Comté de Västernorrland              | 4,5       |
| Comté de Jämtland                    | 1,4       |
| Comté de Västerbotten                | 1,7       |
| Comté de Norrbotten                  | 3,1       |
| Finlande                             | 2,8       |
| Étranger, autres                     | 1,0       |
| Total                                | 100,0     |

Les commandants successifs de la Brigade furent :
| Nom                          | Durée du commandement         |
| ---------------------------- | ----------------------------- |
| Hjalmar Frisell              | 6 mars - 16 avril 1918        |
| par intérim A.G. Sandberg    | 29 mars - 6 avril 1918        |
| par intérim Lars V. Runeberg | 17 avril - 22 avril 1918      |
| par intérim E. Allan Winge   | 22 avril 1918 - 1er juin 1918 |

## La brigade en Finlande

### Accueil en Finlande et contribution
La brigade fut transférée en Finlande début mars 1918, débarquant d'abord à Tornio puis à Oulu. Une annonce, publiée dans le journal d'Uleaborg le 8 mars, glorifie les volontaires qui arrivent en ville.

« Suédois !
Au moment où la Finlande lutte pour sauver l'organisation de sa société et sa culture, nous autres Suédois venons vous soutenir, nous qui avons fondé et su développer nôtre propre société depuis si longtemps. Nous, qui arrivons à présent, formons le noyau de la Brigade suédoise, et nous nous joignons au peuple de Finlande, sûrs et certains que notre combat est juste et bon, à la grâce de Dieu. Chaque Suédois qui va combattre avec nous pour le compte de la Finlande, a choisi librement son engagement, combattant pour un droit dont nous jouissons nous-mêmes depuis des siècles. C'est pourquoi nous nous dressons, pour nos compatriotes et nos frères finlandais, de toutes classes et de toutes conditions, pour tous ceux qui veulent agir pour affirmer leur fraternité avec la Finlande, nous élevons notre voix :

Avec nous dans la bataille pour la liberté, justes et bons pour le salut de la Finlande et l'honneur de la Suède ! Rassemblement à Oulu ! Le commandant de la Brigade suédoise et ses adjoints. »

— Capitaine Hjalmar Frisell, lieutenants Erik Hallström, Olof Palme, Axel Boëthius.
Lorsque la brigade fut envoyée au front fin mars, elle comptait environ 400 hommes entraînés. Lors des combats décisifs de Tampere, le haut-commandement de la Brigade suédoise forma des troupes d'assaut qui parvinrent à pénétrer le dispositif défensif des Rouges. Au total, environ 1 000 hommes combattirent dans les rangs de la brigade. Par la suite, un grand nombre des 200 officiers et 400 sous-officiers rejoignit les rangs de l'armée finlandaise. Ceux-ci occupèrent des postes clé à l'état-major ou comme chefs d'unité. L'artillerie finlandaise fut intégralement construite sous commandement suédois. Ces officiers et sous-officiers suédois constituaient en effet les seuls militaires aguerris dont disposait Mannerheim, aux côtés des jägers finlandais et des quelques citoyens finlandais qui avaient été officiers dans l'armée du tsar. Après la guerre, officiers et sous-officiers suédois quittèrent la Finlande en même temps que Mannerheim, après qu'un conflit politique survint au sujet de la construction de l'armée finlandaise et de sa constitution.

### Détail des combats de la brigade

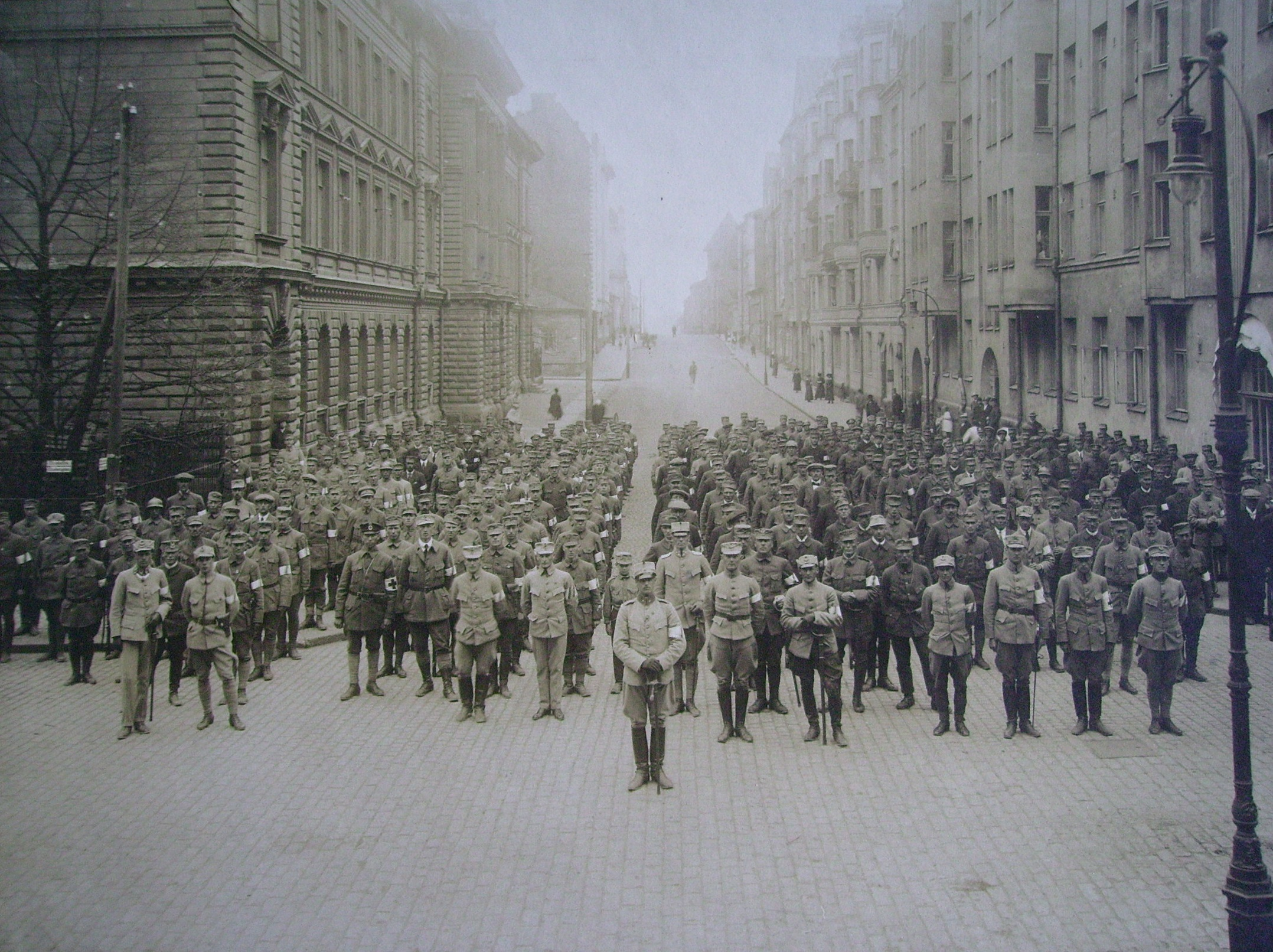
La Brigade suédoise débarque à Helsinki, le 16 mai 1918 ; Allan Winge est debout devant la troupe.

À la suite de son action lors des combats de Tampere, la brigade fut équipée de fusils russes. Elle demeura ensuite longtemps composée de deux compagnies d'infanterie et d'une compagnie mixte. Par la suite, des troupes de soutien, dont une section de mitrailleurs, la complétèrent. La première et la deuxième compagnies participèrent au succès de la bataille de Tampere, qui se déroula entre le 28 mars et le 6 avril 1918, mais durant laquelle les Suédois eurent de lourdes pertes : 34 morts, une cinquantaine de blessés, et environ 250 hommes traversant les lignes ennemies.
Le 28 mars, la brigade est envoyée à Messukylä, à 7 h 30. Hjalmar Frisell annonce à ce moment qu'il laisse son commandement à Johan Renvald. La brigade reçoit à 9 h 00 l'ordre de se replier en direction de la crête du Kalevankangas, ouvrant sur un champ dégagé. La position semblait sûre, mais ne l'était pas. La première compagnie se dirigea vers la droite tandis que la deuxième compagnie gagna la gauche. La section de mitrailleurs ne vint pas participer faute de mitrailleuse en état de marche. Les troupes essuyèrent alors un feu meurtrier qui les cloua au sol. Le chef de bataillon Folke Bennich-Björkman est tué lors de cet engagement. Le 2e régiment de jägers du major Gabriel von Bonsdorff combla alors le trou laissé dans le flanc de la brigade décimée. Les Suédois furent ensuite emportés par l'avancée des Blancs, et atteignirent bientôt les casernements russes.
Le 3 avril, les Suédois sont mis en réserve, pendant que des unités triées sur le volet sont envoyées à l'assaut de Tampere. Les échecs répétés des attaques précédentes et la panique étaient presque parvenus à réduire à néant la combativité de la Brigade suédoise. Mais les hommes gagnèrent néanmoins leur point de départ pour l'attaque suivante, depuis l'hôpital général, avec pour objectif d'occuper le nœud ferroviaire. Pour une raison inconnue, les Suédois se perdirent dans les marais s'étendant entre l'hôpital et un cimetière. Plusieurs hommes y perdirent la vie, dont l'historien Olof Palme. Ensuite, lorsque l'artillerie eut ouvert le feu sur la garnison rouge, les Suédois purent prendre d'assaut les positions ennemies et les délogèrent. La prise du nœud ferroviaire est aujourd'hui décrite comme un véritable exploit.
La Brigade suédoise reçut peu après un rapport de surveillance. Mais cela n'empêcha pas un seul des membres de la brigade de prendre part au nettoyage de la ville, dans les quartiers à l'ouest du Tammerkoski. Les Rouges se rendirent soit un par un, soit par petits groupes, jusqu'à ce que leur casernement près de la gare soit pris après la reddition de la garnison rouge, le 6 avril 1918.
Après la chute de Tampere, l'organisation des troupes blanches fut repensée, les unités se trouvant réparties entre l'armée est et l'armée ouest, le 8 avril ; la brigade se retrouve alors à partir du 9 avril sous le commandement du colonel Harald Hjalmarson, et est incorporée dans l'armée ouest. Le 13 avril, la brigade est transférée à Lempäälä et est occupée à des activités de patrouille. Après le 21 avril, c'est une brigade renforcée qui fait mouvement à la rencontre des troupes de la Garde rouge qui fuient devant Hämeenlinna. Le 25 avril, les Suédois prirent part à la conquête de Valkeakoski. Le 29 avril, la brigade combat pour la prise de Hauho. Elle fait ici sa jonction avec les troupes allemandes de la Division de la Baltique de Rüdiger von der Goltz, débarquées à Hanko début avril, qui remontaient depuis la côte.

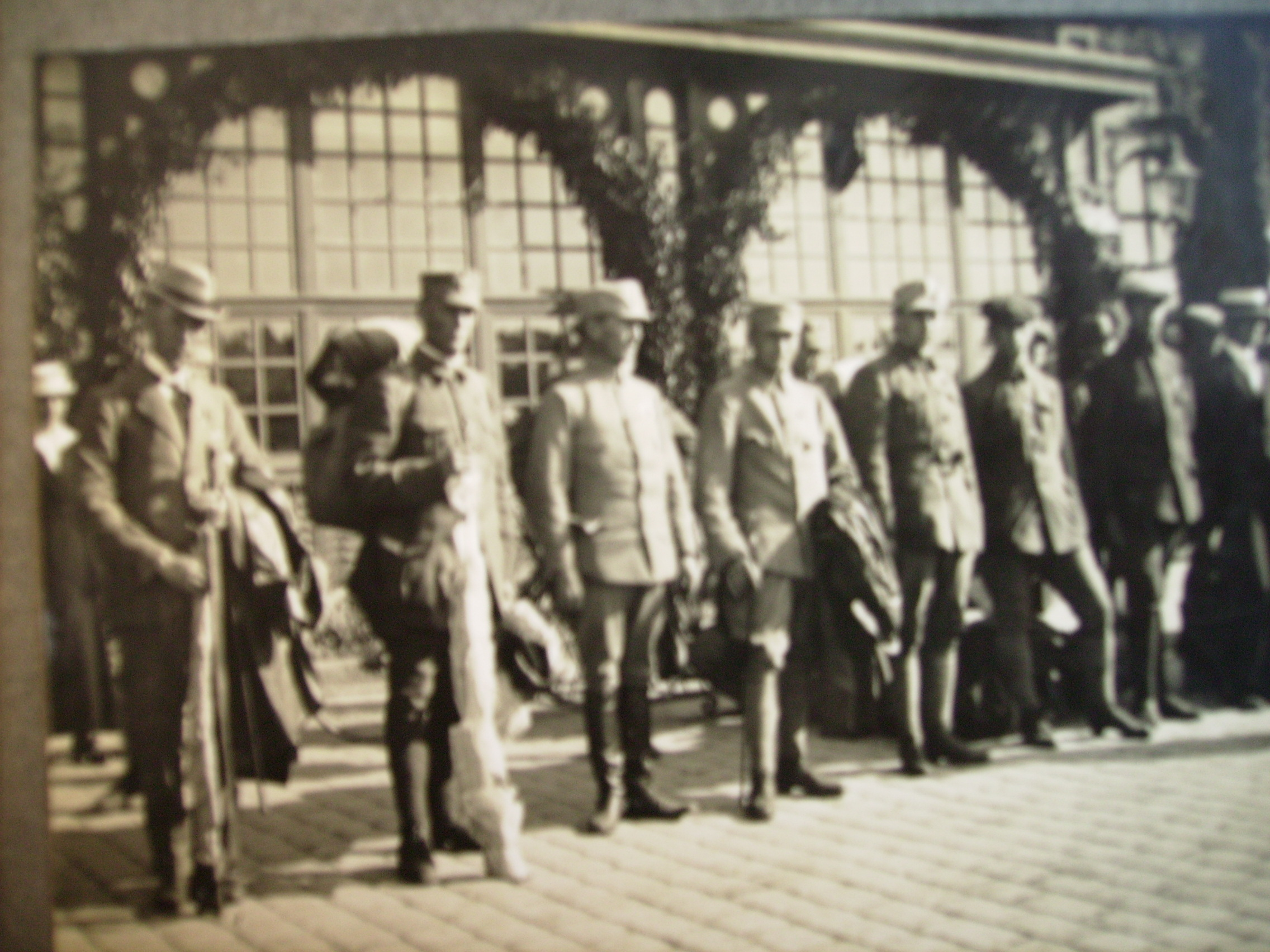
La Brigade suédoise au départ de la gare centrale de Göteborg, le 3 juin 1918, rentrant chez eux après la dissolution de leur unité.

La brigade, dont les effectifs avaient crû jusqu'à 560 hommes après les combats de Tampere, se rendit le 16 mai à Helsinki, où ils furent remerciés par le général Mannerheim le 27 mai. Les Suédois reçurent une forte ovation. Gustav Tegengren, frère du poète Jacob Tegengren, prononça un discours lorsque les Suédois de la brigade visitèrent Porvoo le 19 mai :
« Voici ceux dont le nom glorieux parvint d'abord à peine jusqu'à notre oreille dans notre solitude. Mais ensuite les murs sautèrent et Porvoo devint blanche, il ne fallut pas attendre longtemps avant que nous ne sachions que la Brigade suédoise existait et qu'elle était de notre côté, nos frères de sang dans le combat contre la violence. Comment notre cœur ne pourrait-il pas pleurer pour les nombreuses victimes que la guerre a prises parmi les rangs suédois ? Leurs pertes sont plus dures à supporter encore que nos propres pertes. »
— Borgåbladet (journal de Porvoo), 15 mai 1918.
Les pertes de la Brigade suédoise s'élevèrent, en comptant les morts et les blessés, à près de la moitié de l'effectif engagé par l'unité de volontaires. Le 30 mai à Stockholm, la brigade fut honorée de grandioses cérémonies au Stade olympique de Stockholm. Le lendemain, la brigade est dissoute par le colonel Hjalmarson. Les personnels retournèrent alors chez eux, les militaires de métier retournant au sein de l'armée suédoise, et les autres reprenant leur vie professionnelle. Une partie de ces derniers continua à harceler et à poursuivre pendant longtemps les membres des syndicats professionnels, c'est pourquoi il leur fut dès lors difficile de trouver leur voie. Une partie de ceux-ci s'engagea comme volontaires lors de la Guerre d'indépendance estonienne ou ailleurs, durant les luttes ayant suivi la chute de l'Empire russe.

### Membres illustres de la Brigade suédoise
- Axel Boëthius, archéologue et étruscologue suédois.
- Harald Hjalmarson, militaire suédois ; père de Jarl Hjalmarson.
- Olof Palme (en), historien suédois, organisateur de la Brigade, mort au combat ; oncle du futur premier ministre suédois Olof Palme